# 풍운결
풍운결(중국어: 风云决, 영어: Storm Rider Clash of the Evils)은 2008년 공개된 중국의 애니메이션 영화이다.

## 줄거리
검을 만드는 최고의 장인들이 모여 사는 검숭배장의 비극적인 사건에서 시작된다. 정부에 대한 반역 혐의로 검숭배장 사람들이 잔인하게 학살당하고, 유일한 생존자인 젊은 장인 오궐은 가문의 숙원인 '궐' 검을 완성하기로 결심한다. 오궐은 검의 힘을 발휘하기 위해 불기린의 피를 얻으려 하고, 그 피가 흐르는 운이 주요 표적이 된다. 오궐은 불기린의 피를 얻기 위해 천하회를 공격하고 운과 함께 싸우게 된다. 영화는 오궐이 궐검을 완성하고 그 힘을 얻으려는 여정을 중심으로 전개되며, 원작의 주요 등장인물인 운과 함께 극적인 이야기를 펼쳐나간다.

## 출연

### 주연
- 사정봉
- 임현제
- 동자영
- 한쉐
- 장소함
- 첨가

## 기타
- 출품인: 사계창
- 미술: 합뢰

## 같이 보기
- 풍운 (영화)
- 풍운 2